# Francisco Galí
 Francisco Galí  (??, 1539 - Mèxic, 1591), va ser un mariner i cosmògraf espanyol, recordat per haver realitzat un viatge d'exploració per la costa del Pacífic d'Amèrica del Nord.
En 1582 va emprendre un viatge cap a la costa d'Amèrica del Nord per ordre de l'arquebisbe de Mèxic i virrei interí de Nova Espanya, Pedro Moya de Contreras. Al comandament de dues fragates, tenia la missió de trobar un port que servís de refugi als vaixells procedents de Manila que es dirigien al Perú, i a part, havia de comprovar si la costa d'Amèrica estava unida a la costa d'Àsia. Galí, va arribar fins al Japó i Macau i en el seu relat sobre els seus viatges creu en l'existència d'un estret. Va explorar algunes de les illes de l'arxipèlag de Hawaii, la costa de Baixa Califòrnia i la badia de San Francisco. Va escriure una crònica dels seus viatges. Va morir al final del viatge de tornada, i els seus informes van propiciar que es fes una nova expedició sota el comandament de Pedro de Unamuno.
Francisco Galí, va arribar a Nova Espanya i es va quedar a viure a la població de Tlacotalpan. Va escriure una relació detallada del viatge que va fer al galió de Manila cap a Macau, i des d'aquí va partir per Acapulco al juliol de 1584, seguint rumb nord-est, i va reportar un corrent fort a 300 llegües a l'est del Japó (el corrent de Kuro Siwo,). Va continuar unes 700 llegües fins a un punt a 200 llegües a l'oest de la costa de Califòrnia, on va tocar terra prop del que avui és la badia de Santa Cruz.
En arribar a Acapulco el gener de 1585, va presentar el seu memorial al virrei Moya, qui li va encarregar la recerca de l'estret d'Anián i d'un port per al resguard dels galions de Manila. Al març va tornar a la capital filipina per organitzar un viatge de tornada, però abans d'acabar els preparatius la mort el va sorprendre el gener de 1586.
Francisco Galí, juntament amb el cosmògraf valencià Jaume Joan Ferrer, van projectar el viatge des de Manila fins a Acapulco per tal de mesurar la declinació de la brúixola mitjançant un instrument que, entre d'altres, havia construït Jaume Joan Ferrer, però aquest morí d'unes febres.
El manuscrit d'aquest viatge, va ser enviat al virrei, però per causes desconegudes, va arribar a mans de l'holandès Jan Huygen van Linschoten, que el va publicar en el seu idioma com  L'Grand rotier de mer  (Amsterdam, 1596, 1614 i 1626), es van publicar també traduccions a l'anglès (Londres 1598) a l'alemany en el mateix any, al llatí (l'Haia, 1599) i al francès (Amsterdam, 1610, 1619 i 1638). Linschoten es va fer famós per apropiar-se de documents secrets amb informació nàutica recopilada per navegants espanyols i portuguesos. La destinació del manuscrit Galí és un més dels misteris que se sumen a les històries que envolten als manuscrits i impresos novohispans del segle xvi. Fins ara es desconeix la destinació del manuscrit original realitzat per aquest destacat navegant, cartògraf i urbanista.